# Lucien Didier
Lucien Didier (* 5. August 1950 in Luxemburg, Luxemburg) ist ein ehemaliger luxemburgischer Radsportler.

## Leben
Nachdem Didier bei den Amateuren dreimal den Grand-Prix François Faber gewann und einmal Straßenmeister seines Landes wurde, wurde er 1977 Profi beim belgischen Radsportteam Ijsboercke.
Didier fuhr von 1978 bis 1984 für die französische Mannschaft Renault sechsmal die Tour de France. Er war dabei als Domestik 1978, 1979, 1981 und 1982 an vier der fünf Toursiegen von Bernard Hinault und 1983 und 1984 an den beiden Siegen durch Laurent Fignon beteiligt. Er bestritt auch jeweils zweimal die Vuelta a España und den Giro d’Italia. Hierbei unterstützte er als Helfer bei der Vuelta a España 1978 und dem Giro d’Italia 1980 und 1982 den späteren Sieger Hinault. Bei der Vuelta a España 1980 gelang ihm als 19. seine beste Platzierung bei den Grand Tours.
Zu seinen größten individuellen Erfolgen gehörten die Gesamtsiege bei der Luxemburg-Rundfahrt 1979 und 1983 sowie vier luxemburgische Profititel im Straßenfahren 1977 bis 1980. Zweimal gewann er bei diesen Meisterschaften, die zusammen mit den Meisterschaften des deutschen und des Schweizer Verband ausgetragen wurden auch die sogenannte Drei-Nationen-Meisterschaft. 1979 wurde er zum luxemburgischen Sportler des Jahres gewählt. An den Olympischen Spielen nahm er zweimal teil: 1972 in München belegte er im Straßenrennen den 56. Platz, 1976 in Montreal schied er im olympischen Straßenrennen aus. 1974 siegte er bei den Luxemburgischen Cyclocross-Meisterschaften.
Bei der luxemburgischen Meisterschaft 1982 war Didier wegen einer positiven Dopingkontrolle deklassiert worden.

## Familiäres
Lucien Didier ist mit dem ehemaligen Radrennfahrer Bim Diederich verschwägert. Sein Sohn Laurent Didier ist auch Radsportler.

## Erfolge
| 1968 - Luxemburgischer Straßenmeister (Junioren) 1972 - Luxemburgischer Straßenmeister (Amateure) 1973 - Gesamtwertung Grand Prix François Faber 1974 - Luxemburgischer Querfeldeinmeister (Amateure) - Gesamtwertung Grand Prix François Faber 1975 - Gesamtwertung Grand Prix François Faber | 1977 - Luxemburgischer Straßenmeister 1978 - Luxemburgischer Straßenmeister und Drei-Nationen-Meister 1979 - Luxemburgischer Straßenmeister - Gesamtwertung Luxemburg-Rundfahrt 1980 - Luxemburgischer Straßenmeister und Drei-Nationen-Meister 1983 - Gesamtwertung Luxemburg-Rundfahrt |

## Grand-Tour Platzierungen
| Grand Tour            | 1978 | 1979 | 1980 | 1981 | 1982 | 1983 | 1984 |
| --------------------- | ---- | ---- | ---- | ---- | ---- | ---- | ---- |
| Vuelta a EspañaVuelta | 38   | –    | 19   | –    | –    | –    | –    |
| Giro d’ItaliaGiro     | –    | –    | 45   | –    | 41   | –    | –    |
| Tour de FranceTour    | 52   | 29   | –    | 22   | 25   | 52   | 72   |

## Teams
- 1977 Ijsboercke
- 1978–1984 Renault